# Ло-Мантанг
Ло-Мантанг (непальск. लोमान्थाङ, также Мустанг) — посёлок в Непале, бывшая столица государства Мустанг, крупнейший населённый пункт Верхнего Мустанга. Расположен на высоте 3800 м над уровнем моря в современном районе Мустанг провинции Гандаки-Прадеш. Здесь проживает около 845 человек.
Принято считать, что город Мустанг был основан одновременно с одноимённым государством на рубеже XIV и XV веков. Посёлок окружён глиняными стенами. Название, по некоторым сведениям, означает «место благословения на юге».
В Ло-Мантанге есть три буддийских монастыря. Вход в населённый пункт осуществляется через единственные ворота, которые на ночь наглухо закрываются.